# Кушелєв Григорій Григорович (1754)
Граф (з 1799) Григорій Григорович Кушелев (1754 — 26 (14) листопада 1833) — російський державний і військовий діяч, адмірал (з 24 листопада 1798 року). За правління Павла I здійснював фактичне керівництво російським флотом. Організатор торопецької садиби Краснополець.

## Життєпис
Належав до старовинного роду Кушелєвих. У віці десяти років, 30 березня 1766 зарахований в Морський кадетський корпус. 12 травня 1767 отримав чин гардемарина, в 1769 році став сержантом. У 1767—1770 роках щорічно плавав по Балтійському морю на навчальних суднах, здійснив перехід з Архангельська в Кронштадт. 20 квітня 1770 отримав звання мічмана. 22 червня того ж року призначений ад'ютантом морського солдатського батальйону. Брав участь у Першій Архіпелазькій експедиції. 5 березня 1774 року підвищений до чину лейтенанта. У цьому ж році, коли Кушелєв повернувся з Середземномор'я в Кронштадт, він познайомився з цесаревичем Павлом Петровичем. Кушелєв завжди користувався відношенням Павла і входив до тих небагатьох осіб з оточення останнього, хто ніколи не потрапляв в його опалу як до, так і після воцаріння.
У 1776 році лейтенант Кушелєв був звільнений у відпустку на рік. У 1777 році його призначено членом Комісії для складання опису експедиції в Архіпелаг. 31 грудня 1779 року на прохання, «за слабкістю здоров'я», звільнений від служби з чином капітан-лейтенанта.

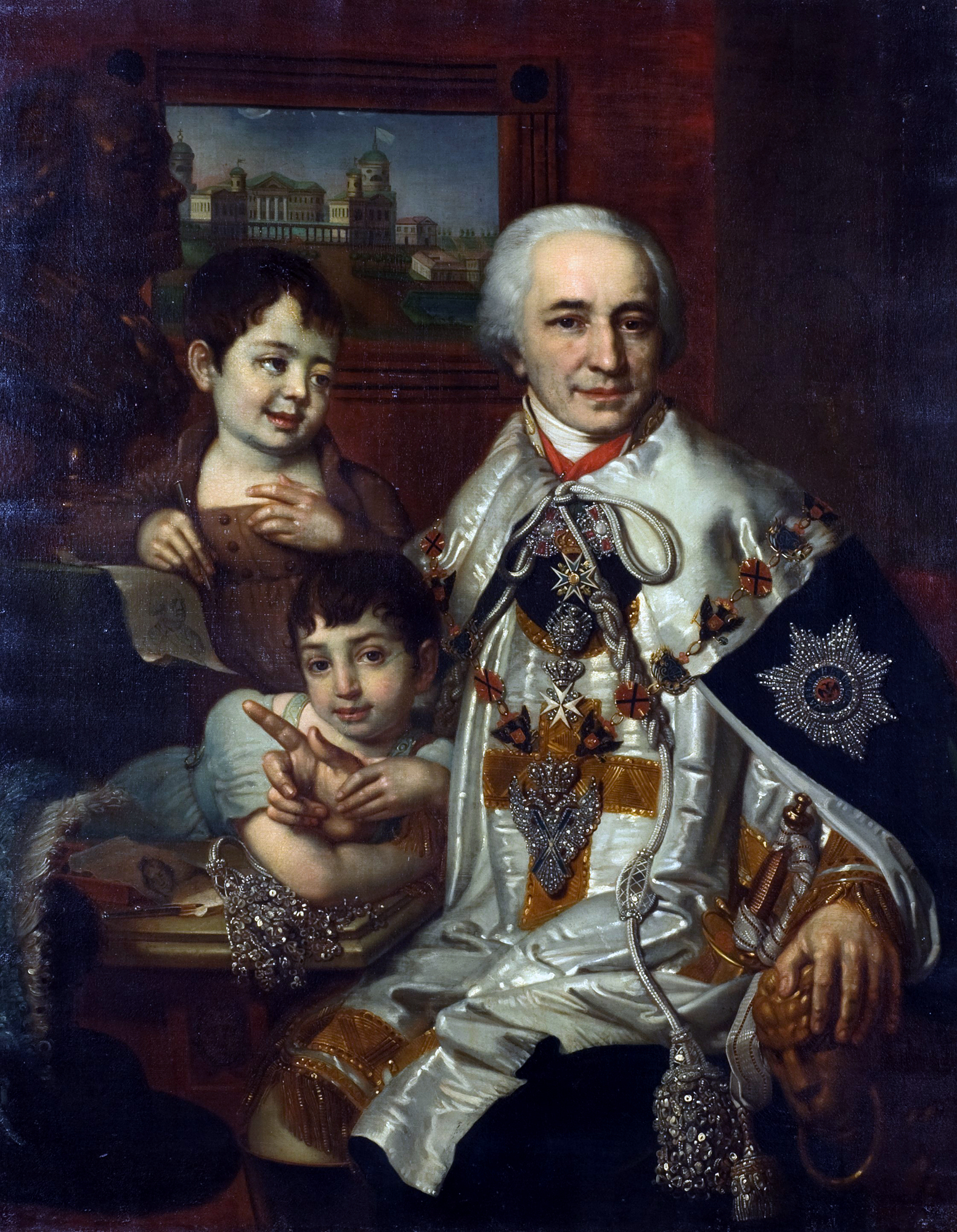
Портрет Кушелева з дітьми пензля Боровиковського

30 березня 1786 року тим же способом повернутий на службу. Великий князь Павло Петрович, «флотів російських генерал-адмірал» призначив Кушелєва командиром Гатчинської флотилії, що стояла на озерах, які підходять до Гатчинського палацу і відносилася до власних військ цесаревича. У 1788 році Кушелєв супроводжував великого князя під час його перебування у Фінляндській армії. Цього ж року він видав книгу «Військовий мореплавець, або Збірник різних на війні вживаних суден».
9 травня 1790 року «у міркуванні дбайливого виправлення покладених на нього справ і за довготривале перебування в цьому чині» підвищений до чину капітана 2-го рангу, а 9 лютого 1793 року — капітана 1-го рангу, проте в цілому його кар'єрне просування при Катерині II йшло повільно.
За царювання Павла I 7 листопада 1796 року був призначений генерал-ад'ютантом. Наступного ж дня був проведений в генерал-майори по флоту. 9 листопада нагороджений орденом Св. Анни 1-го ступеня. 3 березня 1798 підвищений в чин віцеадмірал. 1 листопада 1798 року призначений віцепрезидентом Адміралтейства-колегії, а 24 листопада того ж року підвищений до звання адмірала. 9 грудня нагороджений діамантовими знаками ордена Св. Олександра Невського.
22 лютого 1799 року Кушелєв дістав графський титул і в тому ж році, 29 червня, нагороджений орденом Св. Андрія Первозванного. Крім того, він отримав від Павла великі земельні наділи. Багатство 45-річного вдівця збільшилася після його другого шлюбу (13 жовтня 1799 роки) з 16-річною графинею Любов'ю Іллівною Безбородько (1783—1809), багатющою нареченою Росії свого часу. Рухоме і нерухоме майно її частки спадщини від дядька, князя О. А. Безбородька, який помер в 1799 році, становила за оцінками понад 10 мільйонів рублів, не рахуючи капіталів.
За твердженням графа Ростопчина, цей нерівний шлюб був влаштований графом Завадовським, і наречена вийшла заміж охоче.
За свідченням А. С. Шишкова, Павло I був вкрай незадоволений одруженням Кушелєва, запідозривши його в користолюбстві. Навіть коли адмірал захворів, Павло висловив упевненість, що лікар його заморить, додавши: "Втім невелика біда, якщо і помре! Він одружився на багатстві і пішов в холопи до своєї дружини. Я сам, пане, люблю жінок, але не стану їздити за ними на зап'ятках ". Шишков, бачачи подібне обурення, заперечував: "Государ, може бути, він не добре зробив, що в таких літах одружився, але я смію за нього ручатися, що до цього спонукала його гідність ціє дівиці, а не багатство її, в якому він, будучи стільки від Вашої Величності нагороджений, не має ніякої потреби ".

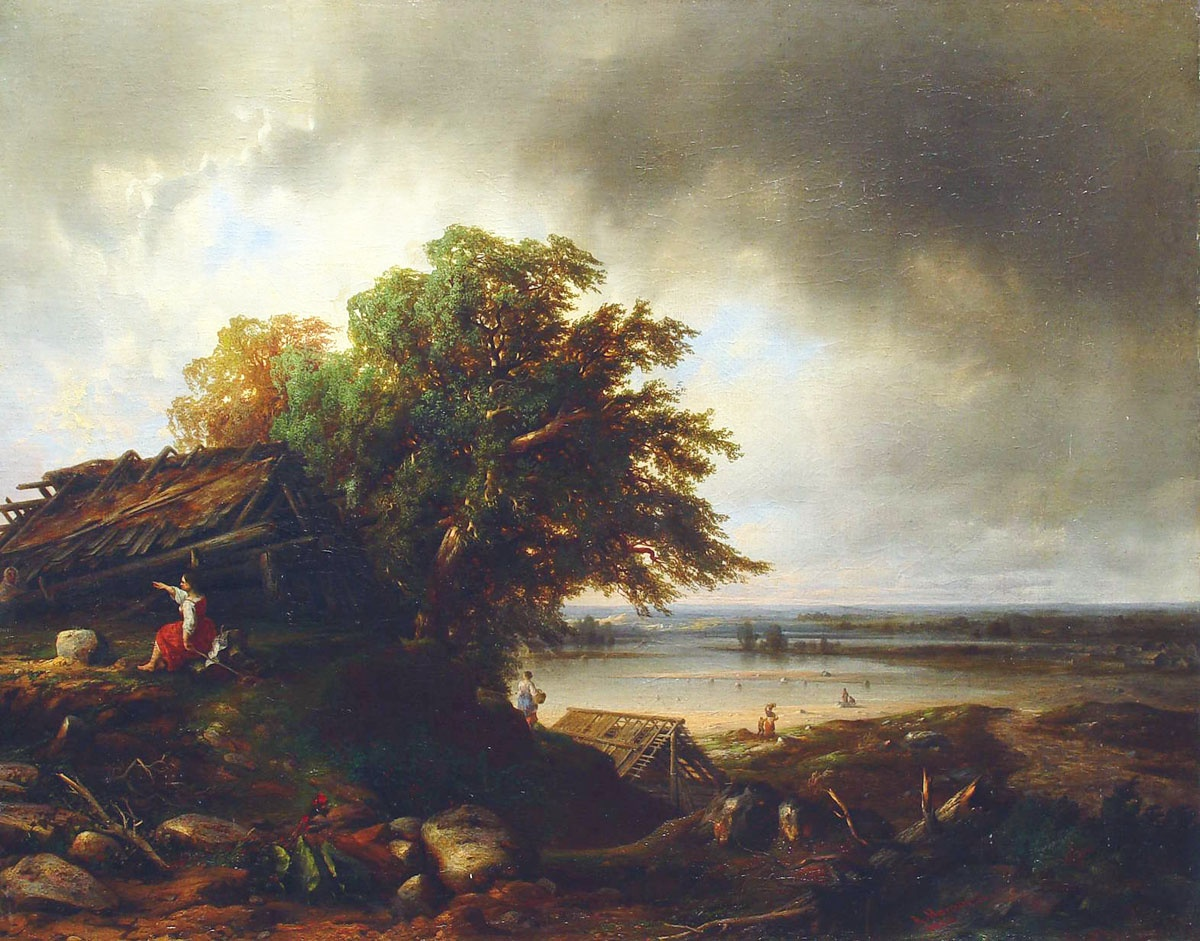
А. Горавського. «Вид в маєтку графа Кушелева-Безбородько Краснопольці Холмського повіту Псковської губернії»

Попри це невдоволення імператора, 7 березня 1800 року Кушелєв був призначений головним директором Департаменту водних комунікацій і доріг («директором водяних комунікацій»).

Протягом усього царювання Павла I діяльність Кушелєва була пов'язана з флотом. Через нього йшли майже всі розпорядження імператора по морській частині. Граф Кушелєв приділяв багато уваги поліпшенню корабельної справи, займався збором морських карт, купував кращі закордонні атласи. При ньому і з його найближчою участю був складений новий «Статут військового флоту», виданий 25 лютого 1797 роки; сам Кушелєв написав «Міркування про морські сигнали, що служать до розпорядження морських флотів» (1-а частина — 1797, 2-а частина — 1799), причому 1000 примірників 1-ї частини були придбані у автора скарбницею для роздачі морським офіцерам. В одному з листів до свого старшого сина, Олександра, він писав:
"Я при покійному імператорові Павлові командував всім флотом, дорожньою експедицією, водяною комунікацією, часто за відлученням Аракчеева генерал-квартирмейстерькою частиною, був засновником і начальником депо карт ".

Кушелєв був у числі небагатьох, хто негайно після вступу на престол Олександра I був відсторонений від справ. Після відставки жив у своєму псковському маєтку, де займався сільським господарством, в Санкт-Петербурзі, де жила його дружина з дітьми, бував рідко. Кушелєв користувався прихильністю імператриці Марії Федорівни до кінця її днів.

## Діти
Від першого шлюбу:
- Олександра (1796—1848), одружена з князем Олексієм Олександровичем Лобановим-Ростовським.

Від другого шлюбу:
- Олександр Кушелєв-Безбородько (1800—1855) — державний діяч. У 1816 році через припинення потомства графів Безбородько по чоловічій лінії отримав право іменуватися графом Кушелєвим-Безбородько.
- Григорій Кушелєв (1802—1855) — генерал-лейтенант, член Військової ради.

Дітей від другого шлюбу граф Кушелєв після смерті їх матері в 1809 році віддав на виховання їх тітці, сестрі покійної дружини, княгині Клеопатрі Іллівні Лобановіц-Ростовській, яка мешкала в маєтку Полюстрове.